# Hadronyche modesta
Espèce
Synonymes
- Atrax modesta Simon, 1891

Hadronyche modesta est une espèce d'araignées mygalomorphes de la famille des Atracidae.

## Distribution

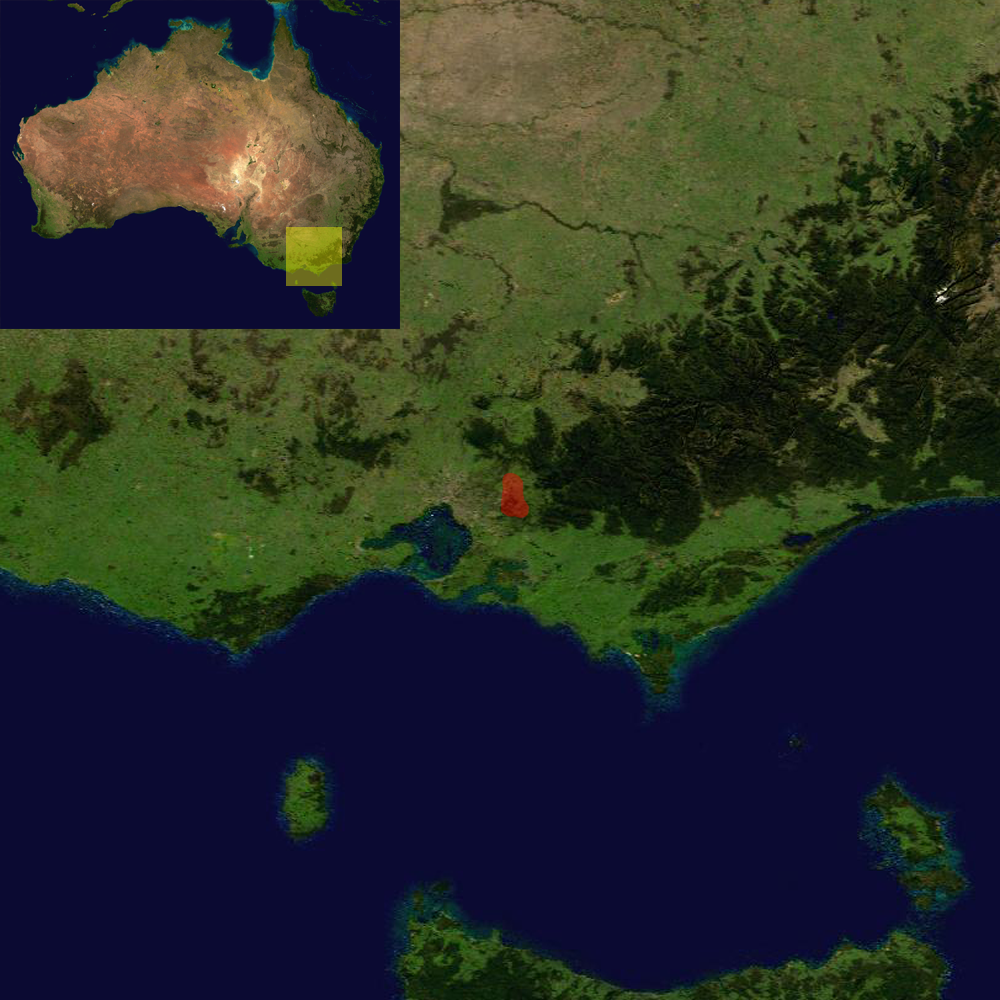
Distribution

Cette espèce est endémique du Victoria en Australie. Elle se rencontre dans les environs de Melbourne, dans les monts Dandenong et dans l'Est du Gippsland.

## Description

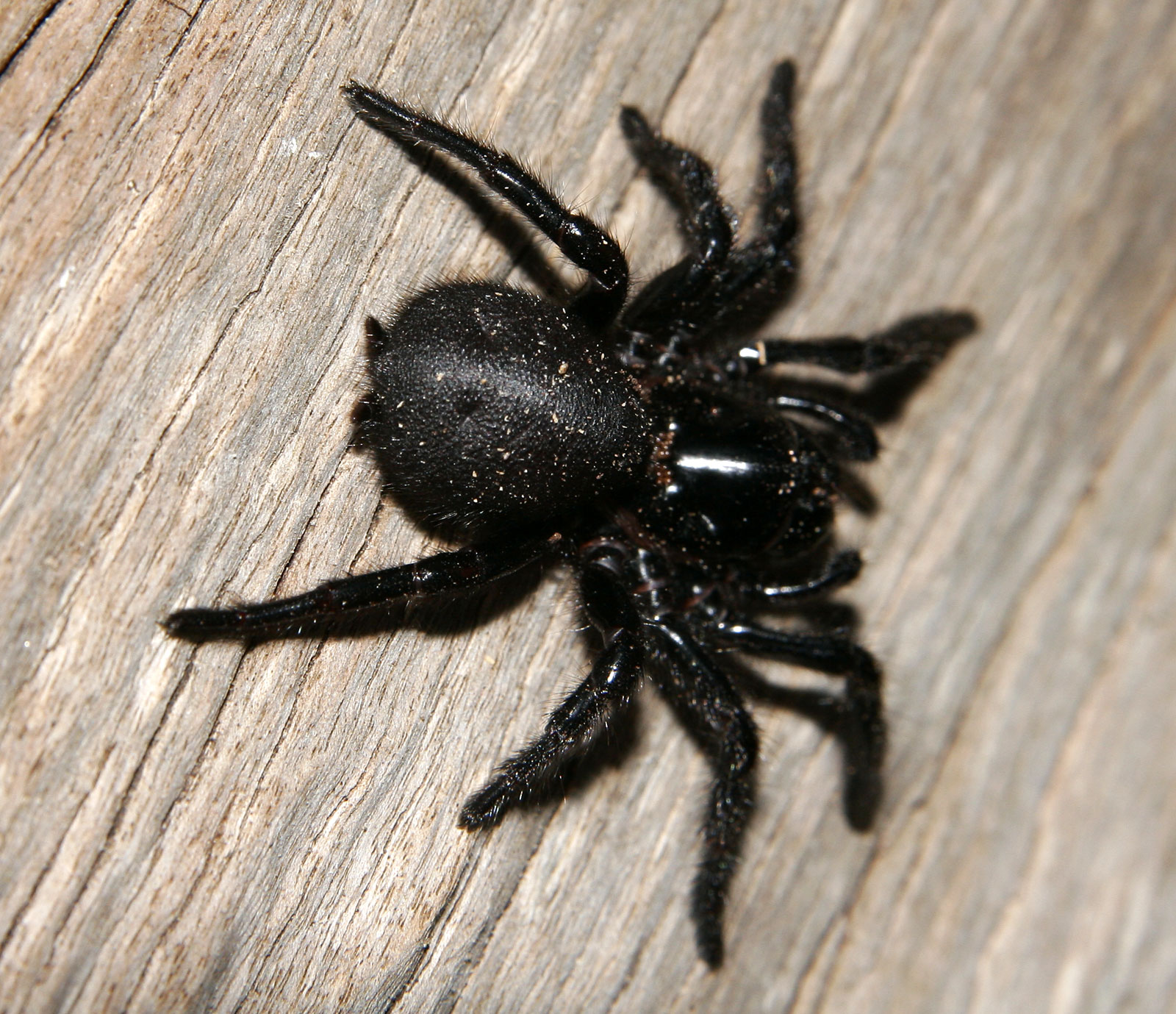
Hadronyche modesta

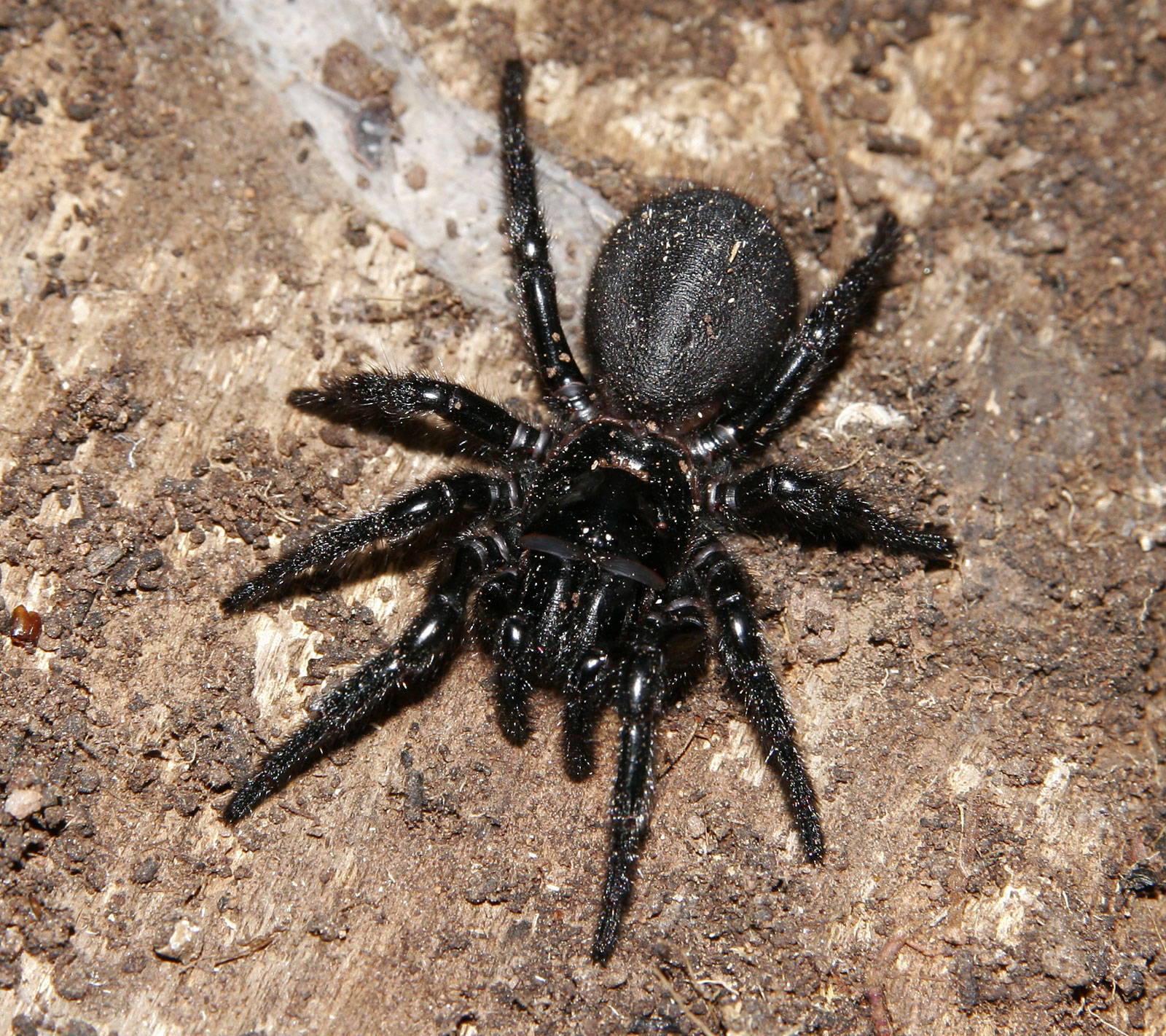
Hadronyche modesta

La carapace du mâle décrit par Gray en 2010 mesure 6,40 mm de long sur 6,10 mm et l'abdomen 5,85 mm de long sur 6,12 mm et la carapace de la femelle mesure 7,48 mm de long sur 7,11 mm et l'abdomen 10,74 mm de long sur 7,21 mm.

## Publication originale
- Simon, 1891 : Études arachnologiques. 23e Mémoire. XXXVIII. Descriptions d'espèces et de genres nouveaux de la famille des Aviculariidae. Annales de la Société entomologique de France, vol. 60, p. 300-312 (texte intégral).